# Llançacoets Tipus 4 de 20 cm
El Llançacoets Tipus 4 de 20 cm (del japonès: 四式二十糎噴進砲, Yonshiki nijyū-senchi funshinhō) era una peça d'artilleria de tipus de llançacoets de 203 mm dissenyat i produït a l'Imperi Japonès per a l'Exèrcit Imperial Japonès en les parts finals de la Segona Guerra Mundial.

## Desenvolupament
El Llançacoets Tipus 4 va ser desenvolupat a finals dd la Segona Guerra Mundial per la Oficina Tècnica de l'Exèrcit Japonès, com una manera fàcil i barata de produir una arma, la qual tenia un gran avantatge quant a precisió sobre altres morters convencionals, els quald utilitzaven un projectil estabilitzat mitjançant estabilitzadors que giraven sobre si mateixos. Les primeres unitats van ser enviades al front en 1943, i van ser utilitzats amb resultats molt positius en la batalla d'Iwo Jima i la batalla d'Okinawa. Gràcies a la seva fàcil construcció i portabilitat, el Tipus 4 va ser produït en grans quantitats i distribuït i amagat en dibersos arsenals per a ser utilitzat com a arma per a la defensa de les illes japoneses durant la Operació Dawnfall.
A pesar de que l'arma anava equipada amb un canó de morter estàndard i un tripode, el coet podia ser llençat des de qualsevol tipus de tiberia o tub, o superficie corba amb un diàmetre mínim, uns rails de fusya, o fins i tot des del terra.

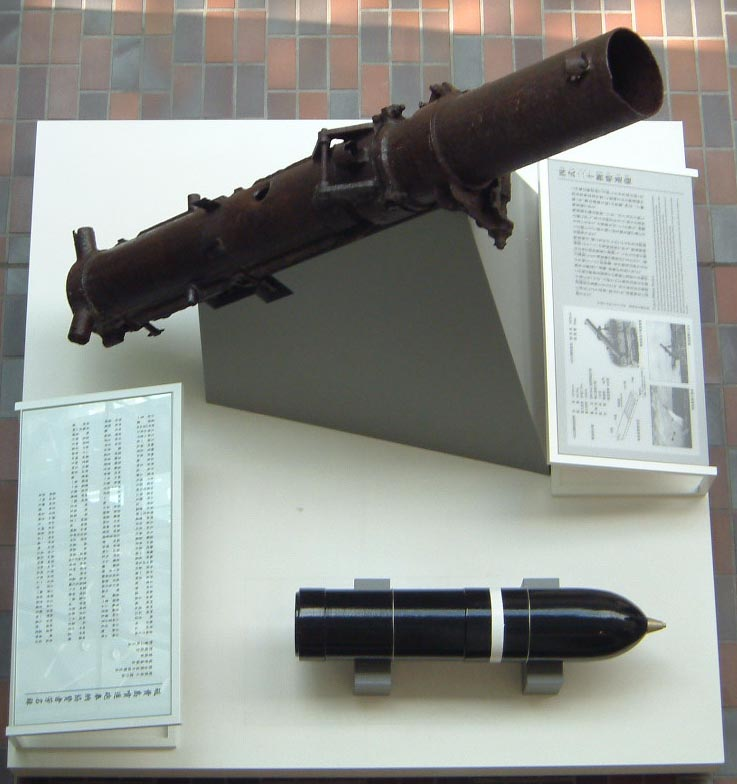
Un llançacoets Tipus 4 en Yasukuni Shrine

## Disseny
El Llançacoets Tipus 4 de 20 cm va començar a ser produït en 1943, i la seva producció va continuar fins al final de la guerra. La equipació estàndard del llançacoets consistia en un tub de morter i un tripode que pesava un total de 227,6 kg, amb una llargada del canó de 1923 mm. La seva base podia rotar fins a 300° i el canó es podia elevar des de 40° fins a +65°. El projectil del llançacoets de 203 mm de diàmetre pesava 83,7 kg i sortia a una velocitat inicial de 175 m/s.
El llançacoets tenia una distància operativa màxima era de 2.400 metres.

## Usuaris
- Imperi Japonès
  - Exèrcit Imperial Japonès

## Biografia
- Bishop, Chris (eds) The Encyclopedia of Weapons of World War II. Barnes & Nobel. 1998. ISBN 0-7607-1022-8
- Chamberlain, Peter and Gander, Terry. Heavy Field Artillery. Macdonald and Jane's (1975). ISBN 0-356-08215-6
- Chant, Chris. Artillery of World War II, Zenith Press, 2001, ISBN 0-7603-1172-2
- McLean, Donald B. Japanese Artillery; Weapons and Tactics. Wickenburg, Ariz.: Normount Technical Publications 1973. ISBN 0-87947-157-3.
- US Department of War, TM 30-480, Handbook on Japanese Military Forces, Louisiana State University Press, 1994. ISBN 0-8071-2013-8